# Amerikaans voetbalkampioenschap 1988
In 1988 werd het vierde seizoen van de Western Soccer Alliance gespeeld. FC Seattle Storm werd na een play off voor de eerste maal kampioen.
Ook in 1988 werd het tweede seizoen van de Lone Star Soccer Alliance gespeeld. Dallas Mean Green werd kampioen.

## Western Soccer Alliance

### Wijzigingen
- FC Seattle verandert de clubnaam naar FC Seattle Storm.
- De puntentelling is veranderd naar:
  - Overwinning is zes punten.
  - Elk doelpunt is één punt extra (maximum van 3 punten per wedstrijd).

### Eindstand
| Plaats | Club                 | Wed. | W  | V  | DV | DT | Ptn |
| ------ | -------------------- | ---- | -- | -- | -- | -- | --- |
| 1.     | FC Seattle Storm     | 12   | 10 | 2  | 25 | 10 | 83  |
| 2.     | San Diego Nomads     | 12   | 9  | 3  | 23 | 17 | 76  |
| 3.     | San Jose Earthquakes | 12   | 7  | 5  | 20 | 19 | 61  |
| 4.     | Los Angeles Heat     | 12   | 7  | 5  | 20 | 17 | 61  |
| 5.     | California Kickers   | 12   | 3  | 9  | 17 | 28 | 35  |
| 6.     | FC Portland          | 12   | 1  | 11 | 16 | 32 | 22  |

### Play-offs

#### Halve finale
| 23 juli 1988       |                          |                      |                                                                            |
| San Diego Nomads   | 1 - 1 (5-6 n.s.) Verslag | San Jose Earthquakes | Southwestern College, Chula Vista Opkomst: - Scheidsrechter: Nabil Noujaim |
| Steve Boardman 90' |                          | Tomas Boy 20'        | Southwestern College, Chula Vista Opkomst: - Scheidsrechter: Nabil Noujaim |

#### Finale
| 30 juli 1988                                                                  |               |                      |                                                                           |
| FC Seattle Storm                                                              | 5 - 0 Verslag | San Jose Earthquakes | Memorial Stadium, Seattle Opkomst: 5.600 Scheidsrechter: Rainier Graumann |
| Bobby Bruch 1' Bobby Bruch 8' John Hamel 27' Peter Hattrup 46' Chance Fry 63' |               |                      | Memorial Stadium, Seattle Opkomst: 5.600 Scheidsrechter: Rainier Graumann |

### Individuele prijzen
| Prijs                | Naam                | Team             |
| -------------------- | ------------------- | ---------------- |
| Most Valuable Player | Marcelo Balboa      | San Diego Nomads |
| Topscorer            | Scott Benedetti (8) | FC Portland      |
| Doelman van het jaar | Jeff Koch           | FC Seattle Storm |

## Lone Star Soccer Alliance

### Wijzigingen
- Houston Alianza neemt voor het eerst deel aan de LSSA.

### Eindstand
| Plaats | Club                      | Wed. | W | V | DV | DT | Ptn |
| ------ | ------------------------- | ---- | - | - | -- | -- | --- |
| 1.     | Dallas Mean Green         | 8    | 8 | 0 | 19 | 4  | 16  |
| 2.     | Houston Dynamos           | 8    | 5 | 3 | 8  | 8  | 10  |
| 3.     | Austin Thunder            | 8    | 4 | 4 | 12 | 11 | 8   |
| 4.     | Houston Alianza           | 8    | 3 | 5 | 11 | 13 | 6   |
| 5.     | San Antonio International | 8    | 0 | 8 | 5  | 16 | 0   |

### Play-offs
| Halve Finale      | Halve Finale    | Halve Finale |
| Team 1            | Team 2          | Uitslag      |
| ----------------- | --------------- | ------------ |
| Houston Dynamos   | Austin Thunder  | 2-1          |
| Dallas Mean Green | Houston Alianza | 3-1          |
| Finale            |                 |              |
| Team 1            | Team 2          | Uitslag      |
| Dallas Mean Green | Houston Dynamos | 5-3          |